# Weißer Tianzhu-Yak
Der Weiße Tianzhu-Yak ist eine Rasse des Hausyaks. Da die gezielte Züchtung beim Yak noch nicht sehr weit fortgeschritten ist, weisen Yak-Rassen insgesamt weniger rassetypische Eigenschaften auf, als dies beispielsweise bei europäischen Landrinderrassen in der Mitte des 19. Jahrhunderts der Fall war. Daher sind phänotypische Unterschiede beim Hausyak vor allem durch die geographische Trennung weit auseinanderliegender Standorte zu erklären. Beim Weißen Tianzhu-Yak handelt es sich um eine dieser geographischen Yakrassen Chinas. Sie wird in Tianzhu gezogen. Diese Region ist ein typisches Yakhaltungsgebiet mit einer überwiegend tibetischen Bevölkerung. Die Vegetationsperiode in diesem Gebiet dauert nur 120 Tage und die Temperatur liegt im Jahresmittel bei 0 °C. Wegen seiner Anpassung an die extremen klimatischen Bedingungen hat das Yak hier eine hohe wirtschaftliche Bedeutung. Es wird ganzjährig auf den traditionellen Weiden gehalten.
Weiße Yaks werden in diesem Gebiet schon lange gezüchtet, da die weiße Wolle und die weißen Felle besser bezahlt wurden als die üblicherweise braune Yakwolle. Seit Gründung der Volksrepublik China wird die Zucht des Weißen Tainzhu-Yaks auch staatlich gefördert. Seit 1991 existiert eine Koordinationsgruppe, die spezielle Zuchtpläne erarbeitet, um den noch niedrigen Leistungsstand zu erhöhen. Bullen haben in der Regel eine Widerristhöhe von 120 Zentimeter und sind damit deutlich kleiner als Wildyaks. 

## Belege

### Einzelbelege
1. ↑  Lensch et al., S. 94 bis S. 97